# Перший уряд Павла Лазаренка
Перший уряд Павла Лазаренка — Уряд України в період з травня по липень 1996 року. Керівник Уряду — Павло Лазаренко.
У відповідності зі статтею 116 Конституції України 20 квітня 1978 року (у редакції Закону України від 27 жовтня 1992 р. № 2734-XII) до складу Кабінету Міністрів України входили Прем'єр-міністр України, Перший віце-Прем'єр-міністр, віце-Прем'єр-міністри України, міністри України, Міністр Кабінету Міністрів України, голови Служби безпеки України, Правління Національного банку України, Фонду державного майна України, Антимонопольного комітету України, Державного комітету у справах охорони державного кордону України та Державного митного комітету України.

## Склад Кабінету Міністрів
Після дати призначення або звільнення з посади членів Кабінету Міністрів стоїть номер відповідного Указу Президента України. Члени Кабінету Міністрів, дати звільнення з посади яких не вказані, були перепризначені на ці ж посади в новому складі Кабінету Міністрів.
До відставки Кабінету Міністрів, крім Прем'єр-міністра, були призначені тільки 4 члени Кабінету Міністрів.
Члени уряду розташовані у списку в хронологічному порядку за датою їх призначення.
- Лазаренко Павло Іванович — Прем'єр-міністр України (28 травня 1996 р., № 383/96 — 5 липня 1996 р., № 510/96)
- Дурдинець Василь Васильович — Перший віце-Прем'єр-міністр України (з 18 червня 1996 року, № 440/96)
- Короневський Валентин Максимович — Міністр фінансів України (з 18 червня 1996 року, № 442/96)
- Бочкарьов Юрій Георгійович — Міністр енергетики та електрифікації України (з 1 липня 1996 р., № 485/96)
- Хорішко Анатолій Ілліч — Міністр сільського господарства і продовольства України (з 1 липня 1996 р., № 486/96)

Указом Президента України від 5 липня 1996 р. № 510/96 у зв'язку з прийняттям нової Конституції України прийнята відставка Прем'єр-міністра України Лазаренка П. І. і в зв'язку з цим відставка всього складу Кабінету Міністрів України. Кабінету Міністрів України доручено виконувати свої повноваження до початку роботи новосформованого Кабінету Міністрів України.